# Mercat Municipal d'Alella
El Mercat Municipal d'Alella és una obra del monumentalisme academicista d'Alella (Maresme) inclosa a l'Inventari del Patrimoni Arquitectònic de Catalunya.

## Descripció
Nau de planta rectangular coberta per una teulada de dos vessants, aixecada a la seva part central en un petit espai quadrat, per tal de permetre la ventilació. La seva façana principal presenta una estructura clàssica, amb una sola obertura en la part central, o accés principal al mercat format per un arc de mig punt suportat per pilastres adossades. Entre l'entaulament i la teulada hi ha un espai que permet la ventilació, de la mateixa manera que la part del darrere de l'edifici, que està tancat en la seva totalitat per un sistema de persiana. En aquesta mateixa part s'obre un gran porxo suportat per bigues i columnes de ferro.

## Història
El primer mercat original, del qual només es conserva la façana principal data de 1935. La reforma fou realitzada l'any 1983. S'amplià interiorment, es canviaren les cobertes i es realitzà el nou porxo.